# 14724 SNO
14724 SNO — астероїд головного поясу, відкритий 10 лютого 2000 року.
Тіссеранів параметр щодо Юпітера — 3,277.